# Sergio Chnee

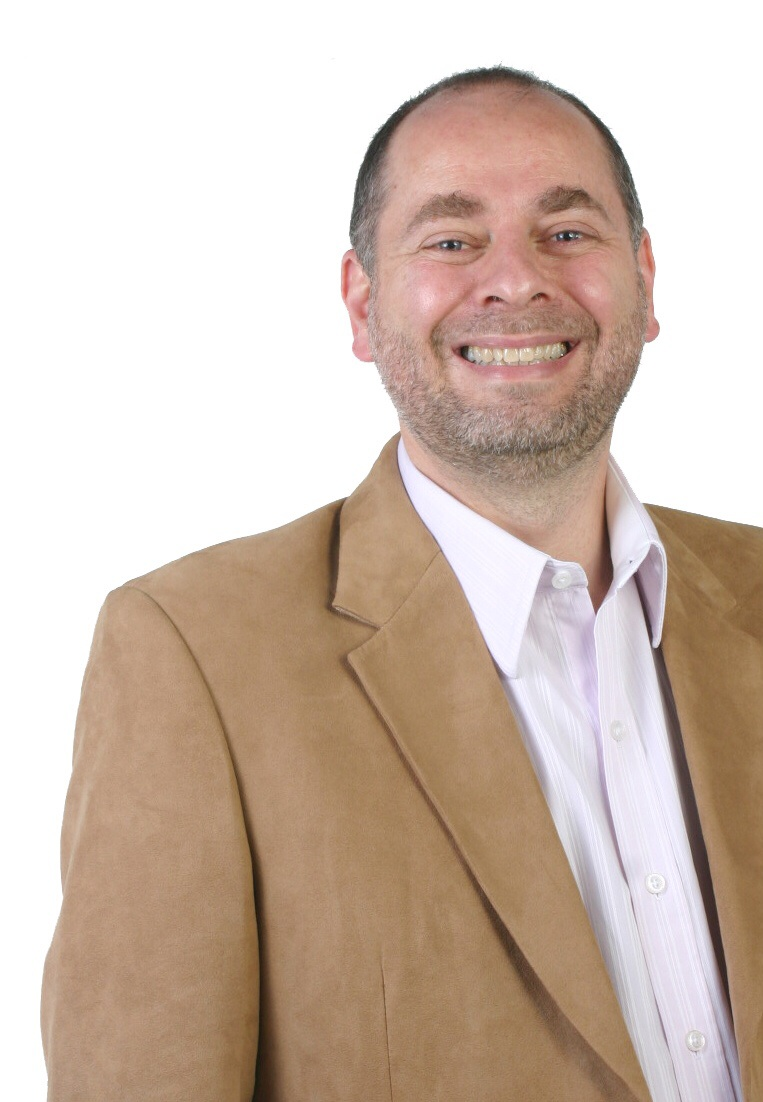
Sergio Chnee

Sergio Igor Chnee (, ) é um palestrante motivacional, coach, maestro e compositor brasileiro.
É administrador de empresas formado pela Fundação Getulio Vargas e regente sinfônico pelo Conservatório Estatal Glinka (Rússia). Sergio Chnee é também diretor artístico do FMDE e do FIRSC. Atua como palestrante em capacitações ligadas à mudança, coaching, liderança e qualidade de vida. Em paralelo, atua como chefe escoteiro.

## Biografia
No campo artístico começou estudando piano com seus avós, Rina Calzavara e Demétrio Kipman. Estudou canto com Caio Ferraz e Francisco Campos Neto, e composição com Aylton Escobar, Osvaldo Lacerda e Almeida Prado. Viveu na Rússia (1993) onde estudou regência com Mihail Kukúshkin e Iliá Mússin, no Conservatório Rimski-Kórsakov de São Petersburgo. Em 1994 mudou-se para a Sibéria estudando no Conservatório Glinka de Novossibirsk com Arnold Katz. Acompanhou ao piano o soprano russo Etéri Gvazáva e dirigiu a Orquestra de Câmara Jovens Virtuoses da Sibéria em turnês internacionais.
Já regeu grupos como a Orquestra Filarmônica de Omsk, a Orquestra Filarmônica de Câmara de Novossibirsk (Rússia), a Orquesta Sinfónica Juvenil (República Dominicana), a Orquestra Sinfônica Jovem do Estado de São Paulo, a Orquestra Sinfônica Municipal de Santo André, a Orquestra Antunes Câmara, a Orquestra Filarmônica de Santo Amaro, a Sinfonia Cultura, além de vários corais, como o Coral da Universidade Livre de Música. É o regente responsável pelo lançamento do programa “Música nas Escolas” das Secretarias de Estado da Cultura e da Educação do Estado de São Paulo.
Como compositor teve suas músicas interpretadas em várias cidades do Brasil e Alemanha, Rússia, Finlândia, Estônia, Bélgica, Angola, Colômbia, Estados Unidos e República Dominicana. Foi curador e Regente do Festival de Cultura Brasileira no Leste Europeu e do Festival de Música Coral de Santo André entre outros. É Principal Regente Convidado da Wasa Sinfonieta (Finlândia).
Ministrou aulas e master-classes de regência, composição, música de câmara e história da música no Conservatório de Tatuí e no Centro Cultural São Paulo entre outros locais e países. Profere as palestras do Clube do Ouvinte da Temporada Internacional de Concertos do Mozarteum Brasileiro desde 2002. Apresentou os programas “Vastók – A Música do Leste Europeu”, e “Regência Russa – Uma Escola” pela Rádio Cultura FM de São Paulo.
Criou trilhas sonoras para projetos cênicos e escreveu inúmeras composições para todas as formações, como, por exemplo, Pequena Fantasia Japonesa para Cravo (1998), Marcha para Os Mutilados da Guerra (2007) e Sinfonietta (2000).

## Cds
- Piano Brasileiro Contemporâneo - Em Família (2001)
- Piano Brasileiro Contemporâneo II - Prelúdios (2003)
- Piano Brasileiro Contemporâneo III - Para as Crianças (2005)
- Piano Brasileiro Contemporâneo IV - Via Sacra (2013)
- Piano: Sergio Chnee e Paulo Gazzaneo
- Sinfonia do Bem - Obra de Jean Goldenbaum - Regência: Sergio Chnee (2010)

## Premiações
- Foi condecorado com a Comenda de Cultura da Sibéria, do Comitê de Cultura da Sibéria, pelos esforços de estreitamento cultural entre Brasil e Rússia.
- Recebeu a Comenda da Igreja Ortodoxa Russa de Omsk, pelo apoio dado à igreja ortodoxa russa desde o século XIX até hoje, pela família Chnee.
- Foi citado por três vezes pela Câmara Municipal de Serra Negra por serviços relevantes prestados à cultura naquele município.